# Yaqub-Ali Shourvarzi
Yaqub-Ali Shourvarzi (pers. یعقوبعلی شورورزی; ur. 4 maja 1924 w Niszapurze, zm. 13 października 1999 tamże) – irański zapaśnik walczący w stylu wolnym. Olimpijczyk z Rzymu 1960, gdzie zajął ósme miejsce w kategorii 62 kg.
Szósty na mistrzostwach świata w 1959 roku.